# 유성 미라클
〈유성 미라클〉(流星ミラクル 류세이미라크루[*])는 이키모노가카리의 네 번째 싱글로 2006년 12월 6일에 에픽 레코드 재팬에서 발매됐다.

## 해설
전작 〈사랑에 빠진 아가씨〉(コイスルオトメ)로부터 약 1개월 반만에 발매된 2006년 제4탄 싱글이다. 초회사양한정반에는 특전으로 "천보이문 아야카시 아야시"와 이키모노가카리에 의한 "콜라보 자바라 캐릭터 파일"와 "일러스트 와이드 캡 스티커"가 부속되어있다.

## 수록곡
1. 유성 미라클(流星ミラクル) [4:07]
  - 작사 · 작곡: 미즈노 요시키, 편곡: WESTFIELD

MBS・TBS계 애니메이션 《천보이문 아야카시 아야시》 오프닝 테마.
미즈노가 고등학생 시절에 이키모노가카리와는 별개로 결성하고 밴드 "Groovy★Jack"의 노래 〈오버컴〉(オーバーカム)이 모티브가 되고 있다[1].
PV는 타마 뉴타운에서 촬영되고 있었으며, 전작에 이어서 카토 미즈키가 출연하고 있다. 촬영지 부근에는 스튜디오 지브리의 영화 《귀를 기울이면》의 성지라고 불리는 곳도 있다.
2. 눈 멈추지 않는 밤 둘이서(雪やまぬ夜二人) [4:44]
  - 작사 · 작곡: 야마시타 호타카, 편곡: 유아사 아츠시

2008년 12월 24일 발매의 컴필레이션 음반 《Wonderful Tunes(Love Winter)》에도 수록됐다.
베스트 음반 《이키모노바카리(멤버즈 BEST 셀렉션)》에는 새로 녹음한 버전 〈눈 멈추지 않는 밤 둘이서 (2010 version)〉(편곡: 마츠토야 마사타카)가 수록되어있다.
3. 바람에 날려(風に吹かれて) [3:04]
  - 작사 · 작곡: 미야모토 히로지, 편곡: 에구치 료

엘리퍼트 카시마시의 노래 〈바람에 날려〉의 커버.
이키모노가카리로 발표한 커버곡으로는 유일한 남성 아티스트의 곡이다.
4. 유성 미라클 (instrumental)

## 수록 음반
- 벚꽃 피는 거리 이야기 (#1)
- Anime×Music Collaboration 39 '02-'07 (#1)
- 이키모노바카리(멤버즈BEST셀렉션) (#2)
- Wonderful Tunes(Love Winter) (#2)

## 커버
눈 멈추지 않는 밤 둘이서
- 누마쿠라 마나미 - 2014년 발매의 음반 《THE IDOLM@STER STATION!!+ WINTER MEMORIES》에 수록.